# Lophochaete trollii
Lophochaete trollii là một loài rêu tản trong họ Pseudolepicoleaceae. Loài này được (Herzog) R.M. Schust. miêu tả khoa học lần đầu tiên năm 1960.